# Гран, Пётр Карлович
Пётр Карлович Гран (1869—1941, Бухарест) — российский государственный деятель, иркутский и томский губернатор. Последний начальник Главного тюремного управления Российской империи.

## Биография
Родился 18 ноября 1869 года в дворянской семье генерал-майора Акатеса-Карла Карловича Грана (15.09.1820—?) и его второй жены Ольги Михайловны. Отец происходил из семьи обер-офицера из Абоской губернии (княжество Финляндское) Российской империи.
В 1892 году с серебряной медалью окончил Петербургское училище правоведения.
С июня 1907 года — управляющий канцелярией иркутского генерал-губернатора А. И. Пантелеева. С мая 1908 года исполнял обязанности иркутского губернатора, в декабре был утверждён в должности.
28 февраля 1911 года был перемещён на должность томского губернатора. Прибыл в Томск и вступил в управление губернией 27 мая 1911 года. В начале мая 1912 года отправился в поездку по наиболее беспокойным местам Алтайского округа, чтобы «возможно мирно» погасить недовольство земельной реформой и переселенческой политикой правительства П. А. Столыпина.
Был уволен с должности губернатора 4 мая 1913 года в связи с назначением начальником Главного тюремного управления. Покинул Томск 10 мая 1913 года.

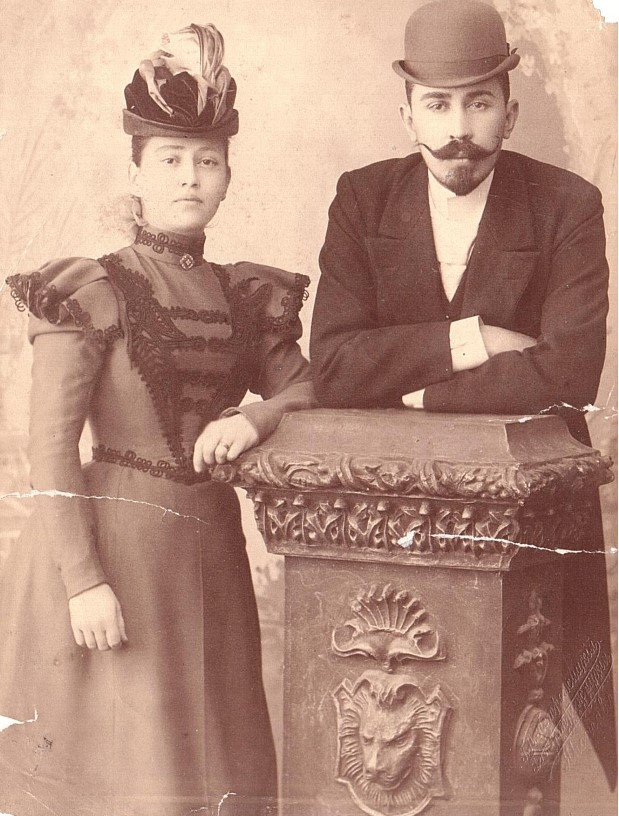
П. К. Гран с женой Евгенией Владимировной Волковой, конец XIX века.

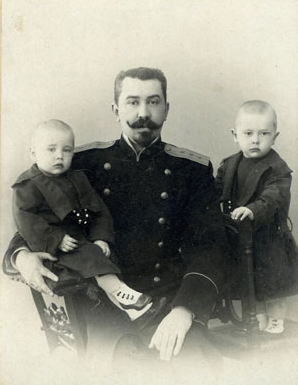
П. К. Гран с сыновьями Колей (2 год и 5 м.) и Володей (1 год и 6 м.), апрель 1903.

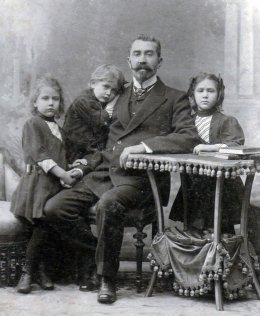
П. К. Гран с дочерьми Татьяной, Еленой, Ольгой, 1912.

Знал о роспуске Думы ещё вечером 26 февраля 1917 года, утром 27-го сообщил об этом ничего не подозревавшему депутату С. П. Мансырёву.
После свержения самодержавия и роспуска правительства вышел в отставку 6 марта 1917 года. Некоторое время работал инспектором Первого Российского страхового общества. C 31 января 1919 года назначен в Главное управление мест заключения Министерства юстиции Российского правительства адмирала А. В. Колчака. 17 марта 1919 года П. К. Гран подписал циркуляр, направленный всем управляющим губерниями и областями о «полном подчинении заключённых установленным тюремным правилам и приучения их к постоянному производительному труду».
В начале мая 1919 года Гран отправился в Томск, Красноярск и Иркутск «для обозрения мест заключения».
После разгрома армии Колчака эмигрировал. По воспоминаниям правнука Грана, Аристарха Фердинандовича Онгирского, Петру Карловичу удалось выехать из большевистской России последним эшелоном «Иркутск — Харбин» благодаря поддержке большевика, которому он когда-то помог в Иркутске. Из Китая он пароходом отправился в Румынию. По семейному преданию, в Румынии благодаря связям второй жены он получил должность советника короля. Скончался в Бухаресте.

## Семья
- Первая жена — Евгения Владимировна, урождённая Волкова (25.10.1869[7]—1920[8]), дочь действительного статского советника, брак распался в результате не обоснованного, как считают потомки, приступа ревности[8], официально расторгнут указом Святейшего Синода 25 ноября 1911 года[2], умерла от тифа[8].
  - Сын — Николай (2 ноября 1900—?)[2], сопровождал отца в Сибири в 1919 году.
  - Сын — Владимир (26 сентября 1901—?)[2],
  - Сын — Севастьян (Константин) (14 октября 1902—?)[2], мобилизован в Красную армию, попал в плен к полякам, оттуда бежал во Францию[8].
  - Дочь — Ольга (2 января 1904—?)[2],
  - Дочь — Татьяна (10 января 1905[2]—1987[8]), осталась в Советской России[8], замужем за Сергеем Александровичем Селецким[7],
  - Дочь — Елена (15 октября 1906[2]—1993[8]), осталась в Советской России, замужем за Александром Чиковым (Мюллером), погибшим от ран во время Великой Отечественной войны[7][8].
  - Дочь — Агриппина (умерла в младенчестве)[2].
- Вторая жена — Анастасия Мариановна (девичья фамилия неизвестна, 22 января 1886—?)[2]

## Сочинения
- Каторга в Сибири: извлечение из отчёта о служебной поездке начальника Главного тюремного управления П. К. Грана в Сибирь в 1913 г. [6, 53 с.]